# Renate Klöppel
Renate Klöppel (* 3. Dezember 1948 in Hannover) ist eine deutsche Kinderärztin, Musikerin und Schriftstellerin mit Wohnsitz in Freiburg im Breisgau.

## Leben
Renate Klöppel, Dr. med., studierte von 1967 bis 1973 in Hannover Medizin und promovierte dort. Anschließend absolvierte sie eine Weiterbildung zur Ärztin für Kinderheilkunde in Hannover und Villingen-Schwenningen. Von 1986 bis 1991 studierte sie an der staatlichen Hochschule für Musik in Trossingen (Baden-Württemberg) mit Abschluss als Diplommusiklehrerin. Von 1987 bis 2007 war sie dort Dozentin tätig. Arbeits- und Unterrichtsschwerpunkte waren Musikphysiologie und Musikermedizin, insbesondere die Psychologie des Lernens und Lehrens mit Hauptaugenmerk auf die sinnvolle Gestaltung des Übens (u. a. Mentales Training). Ein weiteres Unterrichtsfach war Entwicklungspsychologie mit besonderer Berücksichtigung der Probleme von verhaltensauffälligen Kindern. Im Zusammenhang mit dieser Tätigkeit entstanden vier Sachbücher, von denen drei in verschiedene Sprachen übersetzt wurden.
Renate Klöppel hielt Vorträge und Seminare in allen deutschsprachigen europäischen Ländern und veröffentlichte diverse Artikel in verschiedenen Fachzeitschriften sowie zahlreiche Kurzgeschichten in Anthologien.
1999 wandte sich Renate Klöppel der belletristischen Literatur zu und veröffentlichte auf diesem Gebiet zahlreiche Bücher. Neuerdings schreibt sie Kinderbücher (erzählendes Sachbuch und Kinderkrimi mit ergänzendem Sachteil). 
Renate Klöppel ist im Vorstand des Literatur Forum Südwest e. V, dem Trägerverein des Literaturhauses Freiburg. Außerdem ist sie Mitglied bei den Bücherfrauen, Regionalgruppe Freiburg.
Als Cembalistin konzertierte sie von 1985 bis 2007 mit dem Villinger Barockensemble, seither spielt sie in einem Freiburger Ensemble.
Sie ist Mutter von zwei Kindern und hat vier Enkelkinder. Seit den frühen 70er Jahren ist sie mit dem Neurologen und Psychiater Dr. Dieter Klöppel verheiratet, mit dem sie seit 2007 in Freiburg im Breisgau lebt.

## Werke

### Sachbücher
- Helfen durch Rhythmik. Verhaltensauffällige Kinder: Erkennen, verstehen, richtig behandeln, Herder Verlag, Freiburg 1991, Neuausgabe Bosse Verlag, Kassel 2004, ISBN  978-3764924461 Übersetzung ins Polnische und Tschechische
- Die Kunst des Musizierens. Von den physiologischen und psychologischen Grundlagen zur Praxis, Schott Verlag, Mainz 1993, ISBN  978-3795787066, Übersetzung ins Chinesische
- Mentales Training für Musiker. Leichter lernen, sicherer auftreten, Bosse Verlag, Kassel 1996, ISBN  978-3764924447, Übersetzung ins Spanische und Italienische
- Das Gesundheitsbuch für Musiker Anatomie, berufsbedingte Krankheiten, Prävention und Therapie, Bosse Verlag, Kassel 1999, ISBN  978-3764924454

### Kriminalromane
- Der Mäusemörder, Schillinger Verlag, Freiburg 2001, ISBN  978-3891552575
- Die Tote vom Turm, Schillinger Verlag Freiburg 2002, ISBN 978-3891552773
- Die Farbe des Todes ist Schwarz, Schillinger Verlag, Freiburg 2005, ISBN  978-3891553077
- Der Kapuzenmann, Piper Verlag, München 2009, ISBN  978-3492254328
- Schlangensaat, Piper Verlag, München 2011, ISBN  978-3-492-26451-8
- Blutroter Himmel, Piper Verlag, München 2013, ISBN  978-3-492-30035-3
- Stumme Augen, Wellhöfer Verlag, Mannheim 2015, ISBN  978-3-95428-165-7

### Sonstige Belletristik
- Der Pass, Rotbuch Verlag, Hamburg 2002, ISBN  978-3434530985
- Namibia – Namibia, Wellhöfer Verlag, Mannheim 2015, ISBN 978-3954281695
- Ein anderes Leben findest du allemal, Wellhöfer Verlag, Mannheim 2018, ISBN  978-3954282449

### Biografie
- Die Schattenseite des Mondes. Ein Leben mit Schizophrenie, Rowohlt Verlag, Hamburg 2004, ISBN  3-499-61941-5

### Kinderbücher
- Nico, Emmi und der Wetterfrosch, Mirabilis Verlag, Klipphausen 2018, ISBN 978-3981848472
- Leon und Lotta finden den Schatz der weißen Frau, Wellhöfer Verlag, Mannheim erscheint 2021

## Auszeichnungen
- 2003: Stipendium des Förderkreises Deutscher Schriftsteller in Baden-Württemberg[2]
- 2007: Literaturpreis des Bundesverbandes Deutscher Schriftstellerärzte für Die Schattenseite des Mondes. Ein Leben mit Schizophrenie[3]